# Nomkhumbulwane
Nomkhumbulwane è  la principale divinità femminile della mitologia Zulu.
La divinità suprema è invece Unkulunkulu.

## Descrizione
È descritta come un'entità onnisciente, che distribuisce agli uomini fortuna o sventura in base alle azioni dei loro padri. Ad essa è inoltre attribuito il compito di spostare la luna durante la notte, nonché di assicurare l'abbondanza delle messi e di essere colei che solleva il membro maschile durante l'atto sessuale.
Essa è spesso rappresentata come una donna nuda con una lancia in una mano ed un membro maschile nell'altra, affiancata da un ghepardo.
La dea è stata talvolta denominata dagli studiosi come “la Demetra degli Zulu” o “la Demetra d'Africa” per alcune caratteristiche che associano le due divinità.